# Лин По, Айви
Айви Лин По, или Лин Бо (кит. трад. 凌波, пиньинь Líng Bō, англ. Ivy Ling Po; род. 16 ноября 1939 года в Шаньтоу, пров. Гуандун Китайской Республики), настоящее имя Ван Юцзюнь или Цзюнь Хайтан — китайская, гонконгская и тайваньская киноактриса, певица стиля/оперы хуанмэй и медиа-персона, играющая большую роль в сохранении этой культурной формы. Звезда азиатского кино 1960—1970-х годов, наиболее известная по музыкальным фильмам 1960-х в стиле хуанмэй, в большинстве из которых выступала в качестве актрисы-травести, играя роли юношей либо девушек, в них переодевающихся.
Трое сыновей: Ши Юнхуэй (от первого брака с бизнесменом Ши Вэйсюном), Би Гочжи (известный как режиссёр, сценарист и актёр Кеннет Би) и Би Гоюн/Дэниел Би (от второго брака с актёром и режиссёром Цзинь Ханем, наст. имя Би Жэньсюй).

## Биография и карьера

### 1950-е — начало 1960-х годов
Айви Лин По предположительно (по известным ей сведениям) родилась в Шаньтоу в южном Китае (пров. Гуандун) 16 ноября 1939 года и получила при рождении имя Ван Юцзюнь. В пятилетнем возрасте она была отдана за 20 долларов США своим приемным родителям и получила новое имя Цзюнь Хайтан.
Зафиксировавшееся у неё в памяти детство будущей актрисы прошло в Сямыне, прежде чем её семья переехала в 1950 году в Гонконг. Через некоторое время после эмиграции, приемные родители Лин Бо расстались, и её юность вплоть до второго брака в 1966 году с актёром Би Цзинь Ханем прошла под контролем приёмной матери У Баоси.
Первое её появление на экране состоялось в 1951 году в фильме Ха-Юэня Love of Young People в возрасте 12 лет под именем Сяо Цзюань. За этот период своего творчества молодая актриса снялась в более чем 50 фильмах Амойской киностудии на южноминьском диалекте китайского языка, завоевав к 1958 свои первые титулы «королевы/актрисы № 1 сямыньского кино», а также была занята в озвучивании фильмов ряда других кинокомпаний, в частности фильмов стиля хуанмэй студии Shaw Brothers. В 1962, во время работы над озвучиванием экранизации одного из великих романов Китая «Сон в красном тереме», обративший на неё внимание режиссёр Ли Ханьсян предложил ей перейти в основной штат студии.

Айви Лин По (слева) и Бетти Ло Ти в травести-ролях Лян Шаньбо и Чжу Интай в одноимённом фильме (1963)

### 1960-е годы — «Золотой век хуанмэй» на студии Shaw Brothers
Первый же фильм актрисы в новом качестве и под новым псевдонимом Лин Бо вознес её на вершину славы практически во всей Юго-Восточной Азии. Этим фильмом был The Love Eterne, экранизация легенды о «китайских Ромео и Джульете», трагических влюбленных Лян Шаньбо и Чжу Интай (известной под тем же названием либо как «Влюбленные-бабочки»), где она играла главную мужскую роль, а её партнёршей была Бетти Ло Ти. Впечатленное фильмом, жюри 2-го Тайбэйского Кинофестиваля Golden Horse, присудило фильму шесть высших наград, включая приз «За лучшую женскую роль» Бетти Ло Ти и созданный специально для Лин Бо «Специальный приз за выдающуюся игру».
Продюсер картины и сооснователь и совладелец студии Шао Жэньлэн так вспоминал о бешеной популярности фильма, в частности, на Тайване:

Когда мы сняли Eternal Love, я помню, что на Тайване были люди, которые приходили смотреть фильм сотню раз. Я дал распоряжение менеджеру: «Больше 100 раз! Пусть входит и смотрит. Не бери с него денег!»
Оригинальный текст (англ.)When we made 'Eternal Love', I had, in Taiwan, people who came to see the picture 100 times. So I gave instructions to the manager, 'Over 100 times! Let him come in and see. Don't take money from him!
— Sir Run Run Shaw, Signature, March 1990
О степени популярности этого фильма также независимо свидетельствовал, в частности, известный кинорежиссёр Энг Ли, заставший в 9-летнем возрасте начало проката «Love Eterne» на Тайване:

Фильм стал на Тайване столь популярен, что некоторые утверждали, что смотрели его 500 раз … Реплики из него вошли в обиходную речь … Люди брали с собой коробки с обедом, шли в кинотеатр и смотрели его целый день. Мои родители также часто смотрели этот фильм. Я вспоминаю, когда они шли на него в третий раз — надвигался тайфун, а они просто оставили нас одних дома: «О’кей, мы пошли смотреть этот фильм, пока!» … Фильм был популярен у всех — от детей и домохозяек до университетских интеллектуалов.
Оригинальный текст (англ.)The film became so popular in Taiwan that some claimed to have seen it 500 times ... Lines of its dialogue became part of everyday conversation ... People would take two box lunches, go the theater and watch it all day long. My parents were watching it often. I remember the third time they went to see it, there was a typhoon coming, and they still left us at home. 'O.K., we're going to see this movie, bye.' ... The film was popular with everyone, from children to housewives to university intellectuals.
—  WATCHING MOVIES WITH/ANG LEE; Crouching Memory, Hidden Heart
(интервью для киноколонки The New York Times, 9 марта 2001 года)
Ещё год спустя, Лин Бо зарабатывает приз «За лучшую женскую роль» 11-го Азиатского Кинофестиваля за фильм «Хуа Мулань» и оставшийся с ней до конца активной кинокарьеры почетный титул «Королевы Азиатского Кино» (при всем обилии звездных актрис в штате студии «Show Brothers», таким титулом, кроме неё регулярно называли только ещё двух актрис — Ли Лихуа и Ли Цзин). Оба фильма не только заслужили значительную популярность в китайскоязычном регионе, но и были хорошо приняты на западе, например, в США.
В 1965 году Лин Бо на том же фестивале достается приз «За универсальный талант» за роли принца Чжао У в фильме «Великая подмена» и школяра Чжан Чжэня в «Фее Озера». Она становится ведущей фигурой в жанре оперы хуанмэй, при этом играя в большинстве мужские роли. В течение многих лет Айви Лин По оставалась лидером ежегодных опросов журнала Cinemart и оставалась, как минимум, в первой десятке по рейтингам многих других изданий.
Стремясь уйти от ловушки «актрисы одной роли» (ибо, несмотря на различные сыгранные характеры, множество её мужских персонажей действительно иногда обозначают вместе «брат Лян»), а также в связи с началом переориентации студии на более «мужское кино», Айви достаточно успешно снималась и в других жанрах — набирающем силу и цвет уся и современном кино. К этой стороне её творчества относятся, в частности, роль легендарной женщины-полководца Му Гуйин в «14 героинях» и трагическая роль Чэнь Суфэнь в «Поздно любить» (Too Late for Love), за которую актриса получила приз Golden Horse «За лучшую женскую роль».

### 1970—1980-е годы
Даже после полного отказа Show Brothers от жанра хуанмэй (последним фильмом были «Три улыбки» 1969 года, с ней же в главной роли, также ставшие классикой), многогранная актриса осталась на плаву. Исполненная ей в 1975 году роль последней императрицы Китая Цзинфэнь (более известной как Лунъюй, вдовствующая императрица при последнем императоре Пу И, подписавшая за него отречение от трона) в дилогии про Императрицу Цыси, несмотря на эпизодичность и большую конкуренцию, приносит ей очередной приз за лучшую женскую роль второго плана.
После окончания контракта с Show Brothers в 1975 году, актриса переходит на телевидение, а также продолжает снимать кино на частной студии, организованной ей совместно с мужем Би Цзинь Ханем, где она была не только актрисой, но и продюсером. В 1978 году Айви Лин По исполняет в новой экранизации «Сна в красном тереме» роль Цзя Баоюя, которую ей уже приходилось озвучивать 16 лет назад, до Love Eterne, а роль в Father, Husband, Son, где её героиня проходила все этапы жизни от подростка до старой женщины, оценивается компетентным жюри как ещё одна «Лучшая женская роль». Последним её появлением на большом экране в XX веке была роль Королевы Демонов в «Золотой ласточке» (1987). Уйдя на покой, актриса вместе с мужем и тремя детьми в 1989 году переезжает в Канаду, где живёт до сих пор.

### 2000-е годы
Проживя некоторое время «на покое», Айви Лин По вернулась к активной медиа-деятельности в 2002 году организовав сценическую постановку легенды о Лян Шаньбо и Чжу Интай, известную как Butterfly Lovers, вместе с ещё одной бывшей актрисой «Shaw Brothers» Ху Чинь, а также участвовавшими в оригинальном фильме 1963 года Li Kun и Jen Chieh. Гастроли этого спектакля прошли в Малайзии, Сингапуре, США и на Тайване, вызвав такой успех и отзывы, что актрисе пришлось ещё раз перепоставить этот мюзикл в Тайване два года спустя. Запись спектакля была выпущена в 2003 года Rock Records в виде двойного DVD.

## Награды
Призы ежегодного Кинофестиваля Golden Horse в Тайбэе
- 1963 — Специальный приз Golden Horse за выдающуюся игру в Love Eterne (1963)
- 1968 — Приз Golden Horse за лучшую женскую роль в Too Late for Love (1966)

Призы Asian Movie Awards
- 1964 — Приз за лучшую женскую роль в Lady General Hua Mulan (1964)
- 1965 — Приз за универсальный талант за роль в The Mermaid (1965)
- 1974 — Приз за лучшую женскую роль в Father, Husband, Son

Приз Гонконгского отделения организации Women in Film and Television International
- 2006 — Приз WIFTI-HK за профессиональные достижения (Professional Achievement Award), приуроченный к перевыпуску фильма «14 Amazons» на DVD.

Другое
- Звезда № 44 на Гонконгской Аллее Звезд[англ.][7].

## Основная фильмография

### Ранний период — фильмы на южноминьском языке/диалекте
| Год  | Китайское название          | Транскрипция                                        | Английское название                                                             | Русское название            | Роль       |
| ---- | --------------------------- | --------------------------------------------------- | ------------------------------------------------------------------------------- | --------------------------- | ---------- |
| 1951 | 彩鳳戲雙龍                  | cǎi fèng xì shuāng long                             | The Phoenix’s Flirtation with Twin Dragons                                      |                             |            |
| 1951 | 安安尋母                    | Ān Ān xún mǔ                                        | An’an Searches for His Mother                                                   |                             |            |
| 1951 |                             |                                                     | Love Of Young People                                                            |                             |            |
| 1952 | 王哥柳哥                    | Wáng gē Liǔ gē                                      | Brother Wang and Brother Liu                                                    |                             |            |
|      | 弄假成真                    | Lòng jiă chéng zhēn                                 | When pretense becomes reality                                                   |                             | Цю Фан     |
| 1955 | 李三娘                      | Lĭ Sān Niáng                                        | The Story of third Madam Li                                                     |                             |            |
| 1955 | 包公審月英                  | Bao Gong shen Yue Ying                              | Judge Bao judges Yueying                                                        |                             |            |
| 1955 | 孟姜女哭倒萬里長城          | Meng Jiang Nu ku dao / Wan Li Chang Cheng           | Meng Jiangnu’s Wail Shattered The Great Wall / Meng Keong Loo                   |                             | Мэй Сян    |
| 1955 | 梁山伯祝英台                | Liang Shan Bo Zhu Ying Tai                          | Liang Shanbo and Zhu Yingtai                                                    |                             | Жэнь Синь  |
| 1955 | 孟麗君 / 再生緣             | Meng Li Jun / Zai sheng yuan                        | Meng Lijun / A Reborn Love                                                      |                             |            |
| 1955 |                             |                                                     | The Cowherd And The Weaving Girl                                                |                             |            |
| 1955 | 雪梅教子                    | Xuě Méi jiāo zĭ                                     | Xuemei teaches her son                                                          | Сюэмэй наставляет сына      |            |
| 1955 |                             |                                                     | The Phoenix’s Flirtation With Twin Dragons (Meng Lijun,The Sequel)              |                             |            |
| 1955 | 陳世美不認前妻 / 狀元貪駙馬 | Chen Shi Mei bu ren qian qi / Zhuang yuan tan fu ma | Chen Shimei denies his wife / The scholar whose ambition is to marry a princess |                             |            |
| 1955 | 兒女情深                    | Er nu qing shen                                     | Love’s Obligation / Adopted Daughter                                            | Чувства дочери / Долг любви | Гао Цинмэй |

| Год  | Китайское название                      | Транскрипция                                              | Английское название                                       | Русское название                                                           | Роль      |
| ---- | --------------------------------------- | --------------------------------------------------------- | --------------------------------------------------------- | -------------------------------------------------------------------------- | --------- |
| 1956 | 紅拂女                                  | Hong fu nu                                                | Lady Red-Broom / The scarlet Lady                         |                                                                            |           |
| 1956 | 哪咤大鬧東海                            | Na Zha da nao Dong Hai                                    | Nazha Creates Havoc In The East Sea                       |                                                                            |           |
| 1956 | 王昭君                                  | Wang Zhaojun                                              | Wang Zhaojun                                              |                                                                            |           |
| 1956 | 王老虎搶親                              | Wang Lao Hu qiang qin                                     | Tiger Wang snatches his bride                             |                                                                            |           |
| 1956 | 黛玉歸天                                | Dai Yu gui tian                                           | The Death of Daiyu / Back to Heaven                       | Смерть Дайюй / Возвращение на небеса (по фрагменту «Сна в Красном Тереме») |           |
| 1956 | 連理生韓琦 / 庵堂認母                   | Lian Li sheng Han Qi / An tang ren mu                     | Lianli gives birth to Han Qi / Story of Han Kee           |                                                                            |           |
| 1956 | 鳳還巢                                  | Feng huan chao                                            | The phoenix returns home                                  |                                                                            |           |
| 1956 | 火燒百花台                              | Huo shao Bai Hua Tai                                      | Flower Terrace / The Burning of Hundred Flowers Pavilion  |                                                                            | Пяо Сян   |
| 1956 |                                         |                                                           | Dream of the Red Chamber                                  |                                                                            |           |
| 1956 | 安安尋母 / 一門三孝                     | Ān Ān xún mǔ / Yī mén sān xiào                            | An’an Searches For His Mother / Three filial kin          |                                                                            | Аньань(м) |
| 1956 | 包公夜審郭槐- Bāo Gōng yè shěn Guō Huái | Judge Bao’s Night Trial Of Guo Huai                       | Ночной суд Судьи Бао над Гао Хуаем / Темное дело Гао Хуая |                                                                            |           |
| 1956 | 周成嫂萬里尋夫 / 周成嫂過台灣           | Zhou Cheng Sao wan li xun fu / Zhou Cheng Sao guo Tai Wan | Madam Zhou Cheng in search of her husband                 |                                                                            |           |

| Год  | Китайское название                                                                                      | Транскрипция                                                | Английское название                                       | Русское название         | Роль                |
| ---- | --- | ----------------------------------------------------------- | --------------------------------------------------------- | ------------------------ | ------------------- |
| 1957 | |                                                             | The Battle Between Red Kid & Monkey King                  |                          |                     |
| 1957 | 火燒紅蓮寺 (上集) / 大俠呂宣良 (第一集)- Huo shao Hong Lian Si shang ji / Da xia Lu Xuan Liang di yi ji | Burning of Red Lotus Temple / Lu Xuanliang the Knight       |                                                           |                          |                     |
| 1957 | 火燒紅蓮寺 (續集) / 大俠呂宣良 (第二集)                                                                 | Huo shao Hong lian Si xu ji / Da xia Lu Xuan Liang di er ji | Burning of Red Lotus Temple 2 / Lu Xuanliang the Knight 2 |                          |                     |
| 1957 | 濟公活佛                                                                                                | Ji Gong huo fo                                              | Monk Ji Gong                                              |                          | Ку Фэн (жм)         |
| 1957 | 空箱奇緣 / 換空箱                                                                                       | Kong xiang qi yuan / Huan kong xiang                        | Strange tales of an empty chest / Swapping an empty chest |                          |                     |
| 1957 | |                                                             | 8 Immortals In Jiangnan / 8 Immortals Cross The Sea       |                          |                     |
| 1957 | 桃花泣血記                                                                                              | Tao hua qi xue ji                                           | Peach Blossom weeps blood                                 |                          |                     |
| 1957 | 鵲橋會                                                                                                  | Que qiao hui                                                | Meeting on the Magpies Bridge                             |                          |                     |
| 1957 | 三娘教子                                                                                                | San niang jiao zi                                           | Third Madam teaches her son                               |                          |                     |
| 1957 | 真假姻緣                                                                                                | Zhen jia yin yuan                                           | True And False Romance                                    |                          |                     |
| 1957 | 目連救母                                                                                                | Mu Lian jiu mu                                              | Mulian saves his mother                                   | Мулянь спасает свою мать | Фу Лобу (Мулянь)(м) |
| 1957 | 小鳳 | Xiao Feng                                                   | Xiaofeng                                                  | Сяофэнь                  | Сяофэнь             |
| 1957 | 亂點鴛鴦譜                                                                                              | Luàn diǎn yuān yāng pǔ                                      | Love Mismatched                                           | Брачная неразбериха      |                     |

| Год  | Китайское название    | Транскрипция                          | Английское название                                           | Русское название                             | Роль         |
| ---- | --------------------- | ------------------------------------- | ------------------------------------------------------------- | -------------------------------------------- | ------------ |
| 1958 |                       |                                       | Xuemei misses her husband                                     |                                              |              |
| 1958 | 媽祖傳                | Ma Zhu zhuan                          | The True Story Of Mazhu                                       |                                              |              |
| 1958 | 呂蒙正拋繡球          | Lǚ Méngzhèng pāo xiù qiú              | Lu Mengzheng Wins The Bride’s Embroidered Ball                |                                              |              |
| 1958 |                       |                                       | Hot Lady                                                      |                                              |              |
| 1958 | 番婆弄                | Pan po nong                           | Shrews From Afar                                              |                                              | Сусу         |
| 1958 | 兩家親 / 親家拍親姆罵 | Liang jia qin / Qin jia pai qin mu ma | Harmony Between The In-Laws / Altercation between the in-laws |                                              | Ван Сюцзюань |
| 1958 | 龍交龍鳳交鳳          | Lóng jiāo long fèng jiāo fèng         | Marry Into Your Own Class                                     | букв. Дракон — к дракону, феникс — к фениксу | Гуйин        |
| 1958 | 浴室丟屍              | Yu shi diao shi                       | Discarded Body In A Bathroom                                  |                                              |              |
| 1958 | 選女婿                | Xuan nu xu                            | Choosing a son-in-law                                         |                                              |              |
| 1958 | 女阿飛                | Nu a fei                              | Teddy Girls                                                   |                                              |              |
| 1958 | 王先生到香港嫁女      | Wang xian sheng dao Xiang Gang jia nu | Mr Wang Marries His Daughter To Hong Kong                     |                                              | Ван Ючжэнь   |
| 1958 | 十字街頭              | Shi zi jie tou                        | Crossroads                                                    | Перекрестки                                  |              |

| Год  | Китайское название | Транскрипция                 | Английское название                   | Русское название                                                                 | Роль           |
| ---- | ------------------ | ---------------------------- | ------------------------------------- | -------------------------------------------------------------------------------- | -------------- |
| 1959 | 火燒紅蓮寺 (三集)  | Huo shao Hong Lian Si san ji | Burning Of Red Lotus Temple Part 3    |                                                                                  | Гань Ляньчжу   |
| 1959 | 火燒紅蓮寺 (四集)  | Huo shao Hong Lian Si si ji  | Burning Of Red Lotus Temple Part 4    |                                                                                  |                |
| 1959 | 真心真愛           | Zhen xin zhen ai             | True Love                             |                                                                                  |                |
| 1959 | 三輪車夫之戀       | San lun che fu zhi lian      | The Love Of A Pedicab Driver          |                                                                                  | Чжэн Ваньчжэнь |
| 1959 | 翠翠姑娘           | Cui Cui Gu Niang             | Miss Cuicui                           |                                                                                  | Го Цуйцуй      |
| 1959 | 王先生過新年       | Wang xian sheng guo xin nian | Mr Wang’s New Year                    |                                                                                  |                |
| 1959 | 那個不多情         | Na ge bu duo qing            | Who Is Not Amorous?                   |                                                                                  |                |
| 1959 | 臭頭娶水某         | Chou tou qu shui mou         | A Perfect Match                       |                                                                                  |                |
| 1959 | 少女懷春           | Shao nu huai chun            | A Girl In Love                        |                                                                                  | Фан Мэйлин     |
| 1959 | 金鳳姑娘           | Jin Feng gu niang            | Miss Jinfeng                          | Барышня Цзиньфэн                                                                 | Цзиньфэн       |
| 1959 | 王先生做壽         | Wang xian sheng zuo shou     | Mr Wang Throws A Birthday Party       |                                                                                  |                |
| 1959 | 誰是兇手           | Shui shi xiong shou          | Who Is The Murderer?                  |                                                                                  |                |
| 1959 | 山歌皇后           | Shan ge huang hou            | Queen Of Folk Songs / Bean curd queen | Королева песни                                                                   | Линлин         |
| 1959 | 我愛少年家         | Wo ai shao nian jia          | I Love Young Men                      |                                                                                  |                |
| 1959 | 假鳳虛凰           | Jia feng xu huang            | Phony Phoenixes                       | Фальшивые фениксы (буквально Фальшивый самец феникса и поддельная самка феникса) | Бай Юлянь      |
| 1959 | 新加坡小姐         | Xin Jia Po xiao jie          | Miss Singapore                        | Барышня из Сингапура                                                             |                |
| 1959 | 捉龜走鱉           | Zhuo gui zou bie             | He Has Taken Her For Another          | примерно Ходил по одну, поймал другую                                            |                |
| 1959 | 愛某着剋苦         | Ai mou zhe ke ku             | Suffer For My Wife                    |                                                                                  |                |
| 1959 | 王哥柳哥           | Wáng gē Liǔ gē               | Brother Wang and Brother Liu          | Братец Ван и Братец Лю                                                           | Ван Аци        |
| 1959 | 玉女擒兇           | Yu nu qin xiong              | The maiden catches The culprit        |                                                                                  |                |

| Год  | Китайское название | Транскрипция      | Английское название                                        | Русское название                | Роль           |
| ---- | ------------------ | ----------------- | ---------------------------------------------------------- | ------------------------------- | -------------- |
| 1961 | 劉海遇仙           | Liu Hai yu xian   | Liu Hai Meets Fairy / Liu Hai’s encounter with the fairies | Лю Хай встречает набожительницу | Сюин, дух-лиса |
|      |                    | Xiao ye mao       | Little Wild Cat                                            |                                 |                |
|      |                    | Long feng pei     |                                                            |                                 |                |
|      |                    | Shen mi nu xia    | Secret Swordswoman                                         |                                 |                |
|      |                    | Zai jia xin niang |                                                            |                                 |                |
|      |                    | Fan li hua        |                                                            |                                 |                |

### Фильмы на кантонском языке
| Год  | Китайское название | Транскрипция                     | Английское название                                                | Русское название | Роль        |
| ---- | ------------------ | -------------------------------- | ------------------------------------------------------------------ | ---------------- | ----------- |
| 1962 | 七鳳嬉春           | Cat1 fung6 hei1 ceon1            | Seven Sisters / Seven Daughters of Tsoi / Seven Playful Women      | Семь дочек       |             |
| 1962 | 富貴榮華第一家     | Fu4 gui4 rong2 hua2 di4 yi1 jia1 | The Grandest Of All Families / The Double Wedding By Royal Command |                  |             |
| 1962 |                    |                                  | The Little Happy Star                                              |                  |             |
| 1963 | 骨肉恩仇 /法網難逃 | Gu rou en chou / Fa wang nan tao | Renegade / Flesh and blood / The Criminals                         |                  | Го Мэйчжэнь |

### Фильмы на путунхуа

#### Фильмы студии Shaw Brothers

##### Дублирование музыкальных фильмов в стиле оперы хуанмэй
| Год  | Китайское название | Транскрипция  | Английское название      | Русское название                 | Роль                            |
| ---- | ------------------ | ------------- | ------------------------ | -------------------------------- | ------------------------------- |
| 1962 | 紅樓夢             | hóng lóu mèng | Dream of the Red Chamber | Сон в Красном Тереме             | (Цзя Баоюй, озвучивание вокала) |
| 1963 |                    |               | Return Of The Phoenix    |                                  |                                 |
| 1963 |                    | Xiao Bai Cai  | The Adulteress           |                                  |                                 |
| 1965 | 寶蓮燈             | Băo lián dēng | The Lotus Lamp           | Светильник Священного Лотоса     | (несколько персонажей)          |
| 1967 | 女巡按             | Nǚ xún àn     | The Pearl Phoenix        | Барышня на службе Его Величества | (озвучивание вокала)            |

##### Музыкальные фильмы в стиле оперы хуанмэй
| Год  | Китайское название | Транскрипция                | Английское название                                                       | Русское название                                   | Роль                          |
| ---- | ------------------ | --------------------------- | ------------------------------------------------------------------------- | -------------------------------------------------- | ----------------------------- |
| 1963 | 梁山伯與祝英台     | Liáng Shānbó yǔ Zhù Yīngtái | The Love Eterne                                                           | Лян Шаньбо и Чжу Интай / Вечная Любовь             | Лян Шаньбо(м)                 |
| 1963 | 七仙女             | Qī xiān nǚ                  | A Maid From Heaven / Seven Fairies / Seven Sisters / Seven Immortal Women | Невеста с небес / Семь сестер / Семь небожительниц | Тун Юн(м)                     |
| 1964 | 花木蘭             | Huā Mùlán                   | Lady General Hua Mulan                                                    | Хуа Мулань / Мулан                                 | Хуа Мулань(жм)                |
| 1964 | 血手印             | Xiě shǒu yìn                | The Crimson Palm / Blood Hand                                             | Кровь на руках                                     | Линь Чжаодэ(м)                |
| 1964 | 雙鳳奇緣           | Shuāng fèng qi yuán         | The Female Prince                                                         | Девушка-принц                                      | Цинь Фэнсяо(жм)               |
| 1964 | 妲己               | Dá Jǐ                       | The last woman of Shang                                                   | Дацзи                                              | (в массовке)                  |
| 1965 | 宋宫秘史           | Sòng gōng mì shĭ            | Inside The Forbidden City                                                 | Тайные хроники Сунской Династии                    | Коу Чжу                       |
| 1965 | 萬古流芳           | Wàn gŭ liú fāng             | The Grand Substitution                                                    | Великая подмена / Останется славен в веках         | принц Чжао У(м)               |
| 1965 | 魚美人             | Yú měi rén                  | The Mermaid / The Beautiful Carp Spirit                                   | Фея озера                                          | Чжан Чжэнь(м)                 |
| 1965 | 西廂記             | xī xiāng jì                 | The West Chamber                                                          | Западный флигель                                   | Чжан Цзюньжуй(м)              |
| 1966 | 魂斷奈何天         | Hún duàn nài hé tiān        | The Dawn Will Come                                                        | Солнце взойдет                                     | Вэнь Шучжэнь                  |
| 1966 | 女秀才             | nǚ xiùcai                   | The Perfumed Arrow                                                        | Девушка-школяр                                     | Вэнь Цзюньцин (Вэнь Фэйе)(жм) |
| 1967 | 新陳三五娘         | Xīn Chén Sān Wǔ Niáng       | The Mirror And The Lichee                                                 | Зеркало и личи / Новая история Чэнь Саня и У-нян   | Чэнь Сань(м)                  |
| 1968 | 金石情             | Jīn shí qíng                | Forever And Ever                                                          | Любовь крепче камня                                | Ли Сяовэнь(м)                 |
| 1969 | 三笑               | Sān xiào                    | The Three Smiles                                                          | Три улыбки                                         | Тан Боху(м)                   |

##### Фильмы в жанре уся/боевые искусства
| Год  | Китайское название     | Транскрипция                                 | Английское название                               | Русское название                                       | Роль               |
| ---- | ---------------------- | -------------------------------------------- | ------------------------------------------------- | ------------------------------------------------------ | ------------------ |
| 1965 | 火焼紅蓮寺 之 江湖奇俠 | huŏ shāo hóng lián sì zhī jiāng hú qí xiá    | Temple of the Red Lotus / The Red Lotus Monastery | Сожжение монастыря Красного Лотоса: Странствующий воин | Алая Дева          |
| 1965 | 火焼紅蓮寺 之 怨恙劍侠 | huŏ shāo hóng lián sì zhī yuàn yàng jiàn xiá | The Twin Swords                                   | Сожжение монастыря Красного Лотоса: Отмщение           | Алая Дева (Гуй Цю) |
| 1967 | 琴劍恩仇               | qín jiàn ēn chóu                             | Sword And The Lute                                | Цитра и меч, добро и зло                               | Алая Дева (Гуй Цю) |
| 1971 | 火併                   | huŏ bìng                                     | Duel for Gold                                     | Единым огнём палимы                                    | Бай Юянь           |
| 1972 | 童子功                 | Tong zi gong                                 | The Mighty One                                    | Сильнейший                                             | Сяо Чу             |
| 1971 | 血符门                 | xuè fú mén                                   | The Crimson Charm                                 | Кровавая метка                                         | Юй Фанфан          |
| 1972 | 十四女英豪             | Shísì nǚ yīng háo                            | The 14 Amazons                                    | 14 амазонок / 14 героинь                               | Му Гуйин           |
| 1972 | 太陰指                 | Tàiyīn zhǐ                                   | Finger Of Doom                                    | Когти тьмы                                             | безымянная героиня |
| 1972 | 馬蘭飛人               | Mǎlán fēirén                                 | Flight Man / Flying Man of Ma Lan / The Daredevil | Летучий человек из Ма Лань / Сорвиголова               | Юй Саньмэй         |

##### Фильмы с современным сюжетом
| Год  | Китайское название  | Транскрипция                            | Английское название      | Русское название                           | Роль                  |
| ---- | ------------------- | --------------------------------------- | ------------------------ | ------------------------------------------ | --------------------- |
| 1964 | 故都春夢 / 新啼笑因 | Gù dōu chūn mèng / Xīn tí xiào yīn yuán | Between Tears And Smiles | Меж слезами и смехом / Сны древней столицы |                       |
| 1965 | 紅伶涙              | hóng líng lèi                           | Vermilion Door           | Слёзы актёров                              | Мэйбао                |
| 1966 | 不是冤家不聚頭      | Bù shì yuān jiā bù jù tóu               | The Mating Season        | Два врага пара                             | (приглашенная звезда) |
| 1966 | 歡樂青春            | Kuai lo qing chun / Huān luò qīng chūn  | The Joy of Spring        | Радость юной весны                         | (камео)               |
| 1967 | 明日之歌            | Мíng rì zhī gē                          | Song Of Tomorrow         | Песня завтрашнего дня                      | Су Лин                |
| 1967 | 烽火萬里情          | Fēnghuŏ wàn lĭ qíng                     | Too Late For Love        | Поздно любить / Любовь за десять тысяч ли  | Чэнь Суфэнь           |
| 1969 | 裸血                | luŏ xiě                                 | Raw Passions             | Обнаженные страсти                         | Вэнь Ин               |
| 1970 | 兒女是我們的        | Ér nǚ shì wǒ men de                     | The Younger Generation   | Дети                                       |                       |
| 1970 | 杀机                | shā jī                                  | A Cause To Kill          | Возможность убить                          | Су Су                 |
| 1971 | 啞吧與新娘          | Yă ba yŭ xīn niáng                      | The Silent Love          | Немая любовь                               | Кэ Сюци               |
| 1975 | 愛心千萬萬          | Ai xin qian wan wan                     | It’s All In The Family   |                                            | Пэй Цюн               |

##### Историческая драма
| Год  | Китайское название | Транскрипция        | Английское название | Русское название                            | Роль                         |
| ---- | ------------------ | ------------------- | ------------------- | ------------------------------------------- | ---------------------------- |
| 1975 | 傾國傾城           | Qīng guó qīng chéng | The Empress Dowager | Вдовствующая императрица / Императрица Цыси | императрица Цзинфэнь (англ.) |
| 1976 | 瀛台泣血           | Yíng tái qì xiě     | The Last Tempest    | Последняя буря                              | императрица Цзинфэнь (англ.) |

#### Период после ухода с Shaw Brothers, до эмиграции

##### Музыкальные фильмы в стиле хуанмэй
| Год  | Китайское название | Транскрипция      | Английское название                          | Русское название               | Роль         |
| ---- | ------------------ | ----------------- | -------------------------------------------- | ------------------------------ | ------------ |
| 1978 | 新紅樓夢           | xīn hóng lóu mèng | Dream of the Red Chamber                     | Новый Сон в Красном Тереме     | Цзя Баоюй(м) |
| 1980 | 金枝玉葉           | Jīn zhī yù yè     | The Imperious Princess                       | Яшмовый листок с золотой ветки | Го Ай(м)     |
| 1982 | 狀元媒             | Zhuàngyuán méi    | Imperial Matchmaker / Top Scholar Matchmaker | Как просватать школяра         | Юнь Чинь(м)  |

##### Фильмы в жанре уся/боевые искусства
| Год  | Китайское название    | Транскрипция                            | Английское название                            | Русское название                         | Роль            |
| ---- | --------------------- | --------------------------------------- | ---------------------------------------------- | ---------------------------------------- | --------------- |
| 1975 |                       |                                         | The Chinese Amazons / Women Soldiers           |                                          |                 |
| 1977 | 鄭和下西洋 / 三保太監 | Zheng He xia xi yang / San bao tai jian | The Prominent Eunuch Chen Ho / The Great Chase |                                          |                 |
|      |                       |                                         | A Rescue From Hades / Mulian Saves His Mother  |                                          | Гуаньинь        |
| 1981 |                       |                                         | 15 Female Warriors Of The Sa Family            |                                          |                 |
| 1982 |                       | Long Nuu Xin Fan                        | Dragon Girl Descends From Heaven               |                                          |                 |
| 1986 | 新西遊記              | Xin xi you ji                           | New Pilgrims To The West                       |                                          | Гуаньинь        |
| 1987 |                       | Liu Zhu Hui Nen Zuan                    | Legend Of Liu Zhu Hui Nen Buddha               |                                          |                 |
| 1987 | 金燕子                | Gam jin zi / Gam yin ji / Jīn yàn zĭ    | Golden Swallow                                 | Золотая ласточка / Дитя золотой ласточки | Владычица Духов |

##### Драмы
| Год  | Китайское название    | Транскрипция         | Английское название  | Русское название | Роль     |
| ---- | --------------------- | -------------------- | -------------------- | ---------------- | -------- |
| 1974 | 我父我夫我子          | Wo fu wo fu wo zi    | Father, Husband, Son | Отец, муж, сын   |          |
| 1976 | 十字路口              | Shí zì lù kŏu        | Crossroad            | Перекресток      | Шу Чжэнь |
| 1982 |                       |                      | Mother               |                  |          |
| 1983 | 風水二十年 / 風水廿年 | Fēng shuĭ èrshí nián | The Lost Generation  |                  |          |

## Дополнительные ссылки и литература
- 我愛梁兄哥-凌波的魅力 (кит.). Chinese Taipei Film Archive. Дата обращения: 18 сентября 2015.
- 張夢瑞. 金嗓金曲不了情. — 2003. — P. 95-102. — 140 p. — ISBN 957-08-2642-8.